# José Thomé
José Thomé (Rebouças, 23 de dezembro de 1923 — Rio do Sul, 4 de abril de 1991) foi um político brasileiro.

## Vida
Filho de imigrantes árabes, Abdalla José Thomé e Zaquihi Thomé, morou em Caçador.

## Carreira
Foi deputado à Câmara dos Deputados na 45ª legislatura (1975 — 1979), eleito pelo Movimento Democrático Brasileiro (MDB).